# Самарин, Григорий Васильевич
Григо́рий Васи́льевич Сама́рин (9 января 1893 года, село Салмановка, Пензенская губерния — 11 июля 1940 года, станция Известковая Дальневосточной железной дороги, Еврейская автономная область) — священнослужитель Русской православной церкви, диакон. В 2002 году причислен к лику святых как священномученик для общецерковного почитания.

## Биография
Родился в крестьянской семье, окончил школу в селе Салмановка и Пензенское духовное училище.
После окончания училища в 1914 году был призван в армию и направлен в Среднюю Азию. Находясь на военной службе, с 21 октября 1914 года нёс послушание псаломщика в церкви святого Архистратига Михаила, причт которой духовно окормлял военнослужащих 11-го Туркестанского стрелкового полка в городе Керки Закаспийской области. В 1918 году демобилизовался.

### Служение в Церкви
После службы в армии переехал в город Верный (ныне Алма-Ата), где познакомился с диаконом Василием Горбачёвым, с которым его потом связывала многолетняя дружба. В октябре 1919 года назначен псаломщиком в Покровскую церковь села Высокого Чимкентского уезда Сырдарьинской области Туркестанской АССР.
9 февраля 1920 года рукоположён во диакона. 27 сентября 1922 года был назначен диаконом к Иосифо-Георгиевской соборной церкви города Ташкента. С 3 августа 1923 года стал служить в храме Архангела Михаила в родном селе Салмановка, а 9 мая 1925 года переведен в Вознесенскую церковь города Спасска Пензенской губернии.
9 июля 1931 года назначен клириком церкви святых мучеников Адриана и Наталии в городе Лосиноостровске Московской области, при этом его семья жила в городе Коломне. 26 августа 1933 года награждён двойным орарем. 20 апреля 1935 года переведен в Петропавловский храм Коломны, где вновь встретился со священником Василием Горбачёвым. Пользовался большой любовью и уважением прихожан, которые вспоминали, как благоговейно и вдохновенно он пел и читал ектении на службах.

### Арест и следствие
10 августа 1937 года вместе с большой группой коломенских священнослужителей арестован по делу «контрреволюционной церковно-монархической организации», которая, согласно донесениям НКВД, насчитывала «до пятидесяти человек — из числа духовенства, бывших людей, кулаков раскулаченных и активных церковников». Во время ареста диакона Григория его беременной жене и пятерым детям не дали даже попрощаться с ним. Был помещен в тюрьму Коломны, затем переведен в Таганскую тюрьму в Москве.
Против него дали свидетельские показания несколько человек. В частности, благочинный церквей города Коломны показал, будто бы диакон Григорий Самарин говорил, что «коммунизм есть общность даже и жен, большевики из русского народа хотят сделать безвольного раба, который бы им беспрекословно во всем подчинялся и исполнял их прихоти. Большевики затягивают петлю на шее русского народа, но как бы они не просчитались и не попали в неё сами». Однако отец Григорий не признал вину и заявил, что «ни в какой контрреволюционной организации не состоял и антисоветской деятельности не вел».
9 октября 1937 года особой тройкой УНКВД по Московской области приговорён к десяти годам заключения в исправительно-трудовом лагере. При этом большинство из обвиняемых по делу, признавших вину, были приговорены к смертной казни и расстреляны.

### Заключение, смерть и реабилитация
Отбывал срок в Буреинском исправительно-трудовом лагере. Жена диакона Григория Ольга Михайловна обращалась в НКВД с просьбой пересмотреть дело мужа. В 1939 году дело было пересмотрено, однако жалоба «оставлена без последствий за несостоятельностью мотивов».
Скончался 11 июля 1940 года, погребен в безвестной лагерной могиле близ станции Известковая Еврейской автономной области. Незадолго до смерти написал детям письмо из лагеря,
в котором наставлял их читать душеполезные книги, учиться и помогать матери.
В 1957 году реабилитирован. Расследование вскрыло факты грубого нарушения законности сотрудниками Коломенского райотдела НКВД. В частности, следователи арестовывали людей без всяких оснований, во время следствия заставляли арестованных подписывать выдуманные показания. К тем, кто отказывался это сделать, применяли непрерывные, «конвейeрные» допросы, длившиеся несколько суток и сопровождавшиеся оскорблениями, угрозами, многочасовыми стояниями и побоями.

## Канонизация
Определением Священного Синода от 7 октября 2002 года причислен к лику новомучеников и исповедников Российских для общецерковного почитания.
Память — 28 июня/11 июля, в Соборе святых Биробиджанской епархии и в Соборе новомучеников и исповедников Церкви Русской.